# Commission électorale australienne
La Commission électorale australienne (anglais : Australian Electoral Commission, AEC) est une organisation gouvernementale australienne. La commission est responsable de la conduite des élections et référendums fédéraux et de la tenue des listes électorales.

## Histoire
L'AEC a été créée en 1902, comme une direction du ministère de l'Intérieur.  En 1973, elle se transforme en bureau électoral australien, un nom qui est conservé jusqu'au 21 février 1984, pour devenir la Commission électorale australienne, une autorité statutaire du Commonwealth.